# فورتزيت
الفورتزيت هو معدن من معادن الكبريتيدات للزنك والحديد (Zn,Fe)S))، وهو شكل معدني أقل انتشاراً من السفاليريت. تتفاوت نسبة الحديد في هذا المعدن، ويمكن أن تصل إلى ثمانية بالمئة.

## التشكل والمعادن المرافقة
يوجد هذا المعدن في الترسبات المائية الحرارية مترافقاً مع السفاليريت والبيريت والكالكوبيريت والباريت والماركاسيت.

## التاريخ والتسمية
وصف الفورتزيت لأول مرة سنة 1861 من قبل شارل فريدل إثر العثور عليه في منجم سان خوسيه، في بوليفيا، وسمّاه بهذا الاسم على شرف أستاذه الكيميائي شارل-أدولف فورتز Charles-Adolphe Wurtz.

## الانتشار الجغرافي
يعد الفورتزيت معدناً واسع الانتشار، ففي أوروبا يوجد في جمهورية التشيك وألمانيا والمملكة المتحدة. كما يوجد في الولايات المتحدة الأمريكية.
كما يوجد أيضاً في البلدان التالية: أستراليا والأرجنتين وأفغانستان وبلغاريا والصين وفرنسا وسويسرا واليونان وإيران والهند واليابان والمكسيك والمغرب والبيرو والبرتغال وإسبانيا وزامبيا وجنوب أفريقيا.

## البنية البلورية
هناك مجموعة من المعادن لها تركيب بلوري مشابه لبنية الفورتزيت وهي كادموسيليت CdSe و غرينوكيت CdS ورامبرغيت MnS، بالإضافة إلى الفورتزيت نفسه.
إن البنية البلورية لهذا المعدن مميزة بحيث تنسب إليها بنى بلورية مشابهة. تنتمي هذه البنية إلى النظام البلوري السداسي.

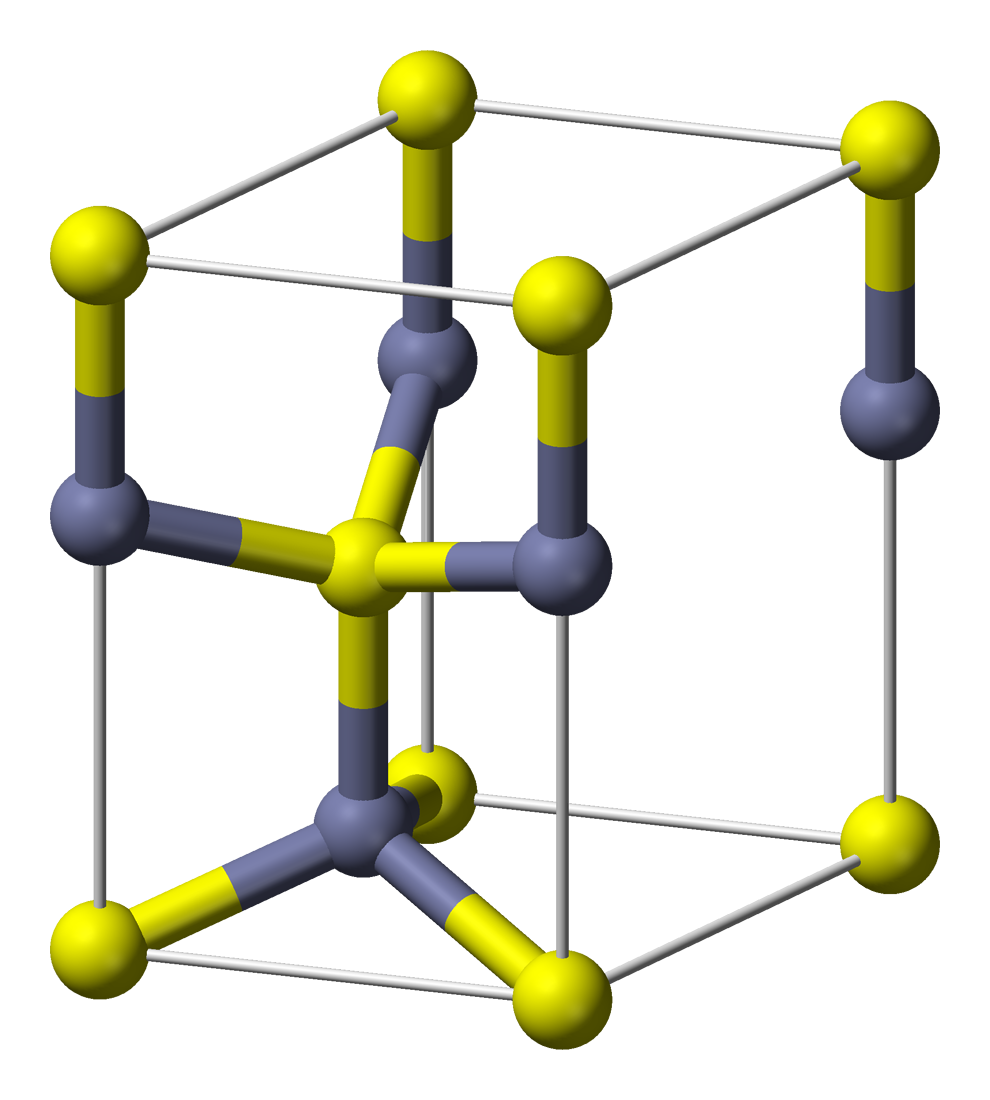
وحدة خلية معدن الفورتزيت. تمثل الكرات الرمادية الفلز، في حين أن الكرات الصفراء تمثل الكبريت.

## وصلات خارجية
- The Mineral Wurtzite